# ETO-Gruppe
Die ETO Gruppe ist ein Automobilzuliefer-Unternehmen mit Hauptsitz in Stockach. Das Unternehmen entwickelt und produziert elektromagnetische Ventile, Aktoren, Magnetventile, Sensoren und Systemmodule für die Automobilindustrie sowie den Nutzfahrzeug- und Industriesektor an zwölf Standorten in sechs Ländern für Kunden weltweit (Stand 2024). Produkte des Unternehmens werden beispielsweise in Personenkraftwagen und Lastkraftwagen für ABS, ESP aber auch bei der Nockenwellenverstellung oder in Automatikgetrieben eingesetzt.

## Unternehmensgeschichte
1948 gründete das Ehepaar Christa und Hermann Laur die Elektroteile Oberuhldingen GmbH (kurz: ETO), die sich auf die Entwicklung und Produktion von Transformatoren konzentrierte. 1955 erfolgte die Umstellung auf die Fertigung von Elektromagneten, zunächst für die hydraulische Steuerungstechnik. In den darauffolgenden Jahren wurde das Produktportfolio stetig erweitert. 1968 bildete das Gründerehepaar die Christa und Hermann Laur-Stiftung, die seither als Gesellschafter des Gesamtunternehmens auftritt und 95 % der Firmenanteile hält.
1992 wurde der Sitz nach Stockach verlegt. 1999 wurde das Unternehmen EKS Elektromagnetik KG aus Vaihingen an der Enz übernommen und gleichzeitig das Stammunternehmen in ETO Magnetic GmbH umfirmiert, sodass die ETO Gruppe Technologies GmbH als Muttergesellschaft sowie als Holding mit zentralen Funktionen innerhalb der Firmengruppe entstand. Die ETO Magnetic in Stockach ist nach wie vor das größte Werk innerhalb der ETO Gruppe. Im Zeitraum zwischen 2000 und 2005 expandierte die Firmengruppe weiter. Daraus resultierten, entweder durch Akquisition oder durch Neugründung, weitere Produktions- und Vertriebsstandorte in Breslau (polnisch: Wroclaw, Polen), Nürnberg (Deutschland), Kunshan (China) und Grand Rapids (Michigan, USA). Seit 2006 ist die ETO Sensoric GmbH mit Sitz in Nürnberg Teil der ETO Gruppe.
2010 wurde das Unternehmen weltweit neu strukturiert und in die drei Segmente Automobile, Nutzfahrzeuge und Industrietechnik gegliedert.
Seit 2015 befindet sich ein Standort der ETO Gruppe in Bangalore (Indien), seit 2016 in San Luis Potosí (Mexiko). In den Jahren 2016 und 2019 bezogen die Mitarbeiter der ETO Gruppe in Grand Rapids, USA (2016) und Kunshan, China (2019) ein neues Produktionswerk in den jeweiligen Städten. Die Unternehmensgruppe integrierte durch die Übernahme der Inovel Elektronik sowie der Inovel Systeme im Jahr 2021 die Bereiche Agrartechnik und Software in ihren Unternehmensbereich.
Seit 2023 gehört auch das Unternehmen ecoTech Umwelt-Messsysteme GmbH aus Bonn zur Unternehmensgruppe, einem Anbieter von Messgeräten sowie Umwelt-Monitoring-Systemen für die Bereiche Wasser, Boden, Luft, Flora und Fauna.

## Unternehmensstruktur
Zum Stichtag 31. Dezember 2022 beschäftigte das Unternehmen 2.236 Mitarbeiter (ohne Auszubildende). Die Geschäftsführung der ETO Gruppe wird durch Michael Schwabe (Geschäftsführer) ausgeübt. Seit dem 1. Juni 2024 verstärken Patrick Boos als Chief Operating Officer (COO) und Hubertus Stroetmann als Chief Financial Officer (CFO) das Management-Team. Der Umsatz betrug im Geschäftsjahr 2022 445,6 Mio. Euro, womit sich der Umsatzerlös im Vergleich zum Vorjahr um 2,0 % erhöhte (Umsatzerlös im Geschäftsjahr 2021: 443,6 Mio. Euro).

### Standorte und Tochterunternehmen
Die ETO Gruppe gliedert sich in die folgenden Tochterunternehmen (Stand 2023):
- Die ETO Magnetic GmbH in Stockach, ehemals Elektroteile GmbH Oberuhldingen, ist der Hauptproduktionsstandort und Verwaltungssitz der Gruppe. Stand 2023 ist die ebenfalls in Stockach ansässige ETO Gruppe Technologies GmbH Muttergesellschaft der Gruppe.[1]
- Die EKS Elektromagnetik GmbH in Vaihingen an der Enz wurde 1999 durch eine Mehrheitsbeteiligung Teil der ETO Gruppe. Das Unternehmen wurde 1961 gegründet und stellt Elektromagnete, Magnetventile und Aktuatoren her.
- Die ETO Magnetic Sp. z o.o. in Breslau, Polen wurde 2000 als Tochtergesellschaft der ETO Gruppe gegründet und produziert elektromagnetische Komponenten für die Fahrzeug- und Industrietechnik.
- Die ETO Sensoric GmbH in Nürnberg ist seit 2006 durch Zukauf Teil der ETO Gruppe. Sie fertigt Drucksensoren für die Fahrzeugtechnik sowie für Spezialbereiche des Maschinen- und Anlagenbaus.
- Die ETO Magnetic Technologies Co., Ltd. in Kunshan, China wurde 2005 neu von der ETO Gruppe gegründet. In Kunshan werden elektromagnetische Produkte für die Automobil- und Hydraulikindustrie hergestellt.
- Die ETO Magnetic Corp. in Grand Rapids, Michigan, USA entstand 2005 durch Erwerb des Unternehmens LDI Inc. Das Unternehmen fertigt elektromagnetische Komponenten für die Fahrzeug- und Industrietechnik.
- Die ETO Magnetic India Pvt. Ltd. in Bangalore (Indien) wurde 2015 als Softwareentwickler gegründet.[11]
- Die ETO Magentic Mexico, S. de R. L. de C.V. in San Luis Potosí (Mexiko) ist der zweite ETO Produktionsstandort auf dem amerikanischen Kontinent. Die 2016 gegründete Niederlassung betreut den Automotive-Sektor in Nord- und Südamerika.[7]
- Die ETO Motion Technologies India Pvt. Ltd. in Doddaballapur (Indien) wurde 2020 gegründet.[12] 2022 lag der Schwerpunkt des indischen Produktionsstandortes in der Industrie und Nutzfahrzeugen.
- Die ETO Dynamic Digital GmbH mit Sitz in Friedrichshafen am Bodensee (Deutschland) ging aus der 2021 erworbenen Inovel Elektronik hervor.[13] Das Unternehmen produziert Software- und Elektronikprodukte. Außerdem bietet ETO Dynamic Digital Produktions- und Testdienstleistungen an.[9][14]
- Die Farmunited GmbH mit Sitz in Friedrichshafen (Deutschland) entstand durch Umfirmierung aus der ebenfalls 2021 übernommenen Inovel Systeme.[15] Die Dienstleistungen des Unternehmens umfassen im Rahmen der auf IoT-gestützten Echtzeitanwendungen die Bereiche Agrarprodukte und Agrarservices.[9][16]
- Die ETO Grundstücksgesellschaft mbH & Co. KG in Stockach, die 2006 gegründet wurde und in der Vermietung von Grundstücken sowie Gebäuden im Bereich der Industrie tätig ist.[17][18]
- Die ETO Dynamic Connect GmbH in Stockach. Das Unternehmen wurde 2021 gegründet und produziert sowie vertreibt Software, wobei es ebenso im Bereich der Dienstleistung im Computersektor tätig ist.[19]
- Die ETO Dynamic App Services GmbH in Stockach, dessen Dienstleistungen den Be- und Vertrieb von Apps umfassen.[20]
- Die EcoTech Umwelt-Messsysteme GmbH in Bonn, die im Bereich Umwelttechnik tätig ist und 2023 in die Unternehmensgruppe aufgenommen wurde.[21]
- Die ETO MAGNETIC TECHNOLOGIES (LuAn) Co., Ltd. wurde als zweiter Produktionsstandort in China im Jahr 2024 eröffnet.

### Unternehmensbereiche und Produkte
Die Produkte der ETO Gruppe werden in Fahrzeugen, zum Beispiel in elektronischen Bremssystemen mit ABS- und ESP-Funktion, in Systemen zur Nockenwellenverstellung, in Automatikgetrieben oder bei Einspritzsystemen eingesetzt. Für den Bereich der Medizintechnik, der Elektronik und der Mikromontage stellt die ETO Gruppe Komponenten für Nanopumpen und Feingreifer her. Weitere Geschäftsfelder der ETO Gruppe sind die Agrar- und Verkehrstechnik, die Elektromobilität, das autonome Fahren, die Wasserstofftechnologie sowie der IoT- und Softwarebereich.